# Rifugio Roma alle Vedrette di Ries
Il rifugio Roma (in tedesco Kasselerhütte o anche Kasslerhütte) è un rifugio situato nel Parco naturale Vedrette di Ries-Aurina in Alto Adige, a 2.274 m s.l.m. nel gruppo delle vedrette di Ries, all'interno del territorio comunale di Campo Tures.

## Storia
Il primo rifugio fu eretto nel 1877 ed era in grado di ospitare circa 30 persone, ma prendeva il nome Rieserfernerhütte (traducibile con "rifugio Vedrette Giganti"; da notare che tale denominazione oggigiorno viene utilizzata per un altro rifugio, posto a sud del monte Nevoso, Schneebiger Nock). Nei primi anni del XX secolo il rifugio venne utilizzato perlopiù come bivacco dalle guide alpine e anche dai portantini.
Dal 1º aprile 1887 si costituì la sezione di Tures del Deutscher und Österreichischer Alpenverein che iniziò a cercare una sede adatta per costruire un rifugio nel gruppo delle Vedrette di Ries. Secondo la cronaca locale, nell'estate del 1894 venne iniziata la costruzione del rifugio Kasseler, la cui inaugurazione avvenne il 24 luglio 1895. L'anno successivo, la sezione Kassel, assieme a quella di Tures, decise di cambiare il nome del rifugio da Rieserfernerhütte a Kasseler Hütte. Negli anni della grande guerra il rifugio rimase in stato di abbandono e solamente nel 1926 il Club Alpino Italiano della sezione di Roma prese in carico la gestione del rifugio, italianizzandolo in "rifugio Vedrette Giganti" o molto più comunemente "rifugio Roma". La popolazione locale invece continuava a utilizzare il nome Kasseler Hütte o anche Hochgallhütte.
Dal 1959 la famiglia Seeber iniziò a prendersi cura del rifugio e Ernst Seeber lo gestì fino al 1964, ovvero fino a quando gli attentati dinamitardi perpetrati dal Befreiungsausschuss Südtirol iniziarono a terminare l'attività di montagna. Solo nel 1970 Ernst poté tornare a prendersi cura del rifugio con la moglie. Dopo la sua morte, il figlio maggiore Arnold ha assunto la gestione del rifugio che ha aperture sia estive che invernali.

## Accessi al rifugio
Diversi accessi permettono di raggiungere il rifugio; i principali sono:
- da Riva di Tures (Rein in Taufers), seguendo il sentiero n. 1, in 2 ore[3];
- mediante il sentiero Arthur Hartdegen n. 8, in circa 6 ore;
- passando presso la Jausestation Säge e seguendo il sentiero n. 8, in 1,5 ore;
- passando dalla forcella di Anterselva (Antholzer Scharte) e seguendo il sentiero n. 4, in 6 ore;

## Itinerari dal rifugio
- Rifugio Barmer Hütte in Austria, scavalcando il Patscher Törl, 3082 m;
- Rifugio Vedrette di Ries (Rieserfernerhütte) scavalcando il Pizzo delle Vedrette (Fernerköpfl, 3249 m).

## Cime raggiungibili
- Monte Nevoso (Schneebiger Nock, 3358 m)
- Monte Magro (Magerstein, 3273 m)
- Sassolungo di Collalto (Lenkstein, 3227 m)
- Cima di Pianalto (Hochflachkofel, 3100 m)
- Monte Collaspro (Wildgall, 3272 m)
- Monte Collalto (Hochgall, 3435 m)